# 狩猎谷
狩猎谷（英文：Hunting Valley）是一個位於美國俄亥俄州凱霍加縣的村莊。狩猎谷位於克利夫兰東面，以及凱霍加縣和吉奧格縣疆界上。狩猎谷是美國第14大的联合统计区。於2010年，狩猎谷人口為705人。而於2000年，狩猎谷是美国人均收入第六高的地方。

## 历史
狩猎谷是凱霍加縣的五個自治市之一，其餘四個為莫兰山、奥兰治、佩珀派克和伍德米尔。這些市鎮原本屬於同一個城鎮，桔乡。桔乡建立於1820年，而桔乡亦是美國總統詹姆斯·A·加菲尔德的出生地。於1924年，狩猎谷從桔乡中分割出來，成為一個獨立的村莊。狩猎谷亦是康乃狄克州歷史上對西北領地聲稱擁有的土地之一。

## 地理
狩獵谷的座標為41°28′34″N 81°24′04″W / 41.476019°N 81.401233°W (41.476019, -81.401233)。
根據美国人口调查局，狩猎谷的面積為8.0平方英里（21平方），並且沒有水域。

## 人口
根據2000年人口普查，狩獵谷的人口為735人、擁有284戶和241家庭。狩獵谷的人口密度為92.1人每平方英里（35.6人每平方公里），而狩獵谷擁有317間房屋单位，密度為39.7間平方英里（15.3間每平方公里）。佩珀派克的人口是由99.05%白人、0.14%黑人、0.68%亞洲人和0.14%混血构成。整條村大部份人口都是白人。而西班牙裔或拉丁美洲人佔人口0.54%。在這些白人當中，有17.4%為英國人、17.1%為德國人、11.0%為爱尔兰人、9.0%為意大利人、5.7%為美國人以及5.6%為俄罗斯人。
在284戶中，有27.8%擁有一個或以上的兒童（18歲以下）、77.8%為同居夫妻、4.9%為獨居女性、而有15.1%為非家庭。其中13.7%為獨居。平均每戶有2.59人，而平均每個家庭則有2.80人。在735居民中，有21.6%為18歲以下、4.4%為18至24歲、14.4%為25至44歲、35.9%為45至64歲以及23.7%為65歲以上。人口的年齡中位數為51歲，而每100個女性就有99.2個男性。狩獵谷的一戶平均收入和收入中位數皆為$200,000美金。男性的收入中位數為$100,000，而女性的則為$42,083。狩獵谷的人均收入為$144,281，約2.1%家庭和2.3%人口收入在貧窮線以下。

## 学校
狩獵谷的教育是由奧蘭治市學校系統和西磯澳加學校系統提供。狩獵谷附近亦有一間預科學校、大学和一些私立学校。

## 文化
莎拉·斯特罗姆迈耶的《幸运妻子的秘密生活》中的虚构村落的創作靈感就是來自狩獵谷。